# Dušan Tesařík
Dušan Tesařík (* 21. března 1976 Uherské Hradiště) je bývalý český fotbalový záložník a mládežnický reprezentant.

## Fotbalová kariéra
Hrál za FC Svit Zlín, FK Teplice, FC Marila Příbram a FC Baník Ostrava. V české lize nastoupil v 256 utkáních a dal 18 gólů.

## Ligová bilance
| Ročník                          | Zápasy | Góly | Minuty | Klub              |
| ------------------------------- | ------ | ---- | ------ | ----------------- |
| 1. česká fotbalová liga 1993/94 | 10     | 0    | 736    | FC Svit Zlín      |
| 1. česká fotbalová liga 1994/95 | 13     | 0    | 1 075  | FC Svit Zlín      |
| 1. česká fotbalová liga 1995/96 | 24     | 0    | 1 658  | FC Svit Zlín      |
| 2. česká fotbalová liga 1996/97 | 29     | 3    | –      | FC Svit Zlín      |
| Gambrinus liga 1997/98          | 30     | 1    | 2 659  | FK Teplice        |
| Gambrinus liga 1998/99          | 29     | 5    | 2 442  | FK Teplice        |
| Gambrinus liga 1999/00          | 29     | 3    | 2 305  | FK Teplice        |
| Gambrinus liga 2000/01          | 9      | 1    | 737    | FK Teplice        |
| Gambrinus liga 2001/02          | 25     | 2    | 1 442  | FK Teplice        |
| Gambrinus liga 2002/03          | 26     | 4    | 2 071  | FK Teplice        |
| Gambrinus liga 2003/04          | 27     | 2    | 2 007  | FK Teplice        |
| Gambrinus liga 2004/05          | 15     | 0    | 1 007  | FK Teplice        |
| Gambrinus liga 2005/06          | 12     | 0    | 598    | FK Teplice        |
| Gambrinus liga 2006/07          | 1      | 0    | 58     | FC Marila Příbram |
| Gambrinus liga 2007/08          | 6      | 0    | 169    | FC Baník Ostrava  |
| CELKEM                          | 256    | 18   | 18 964 |                   |